# Tàngara pintada
La tàngara pintada (Ixothraupis guttata) és un ocell de la família dels tràupid (Thraupidae).

## Hàbitat i distribució
Habita la selva pluvial, vegetació secundària i encara medi urbà a les terres baixes i muntanyes de Costa Rica, Panamà, Colòmbia, Veneçuela, Trinitat i l'extrem nord del Brasil.